# 梵氏巨棘角鮟鱇
梵氏巨棘角鮟鱇為輻鰭魚綱鮟鱇目棘茄魚亞目巨棘角鮟鱇科的其中一種，發現於東北大西洋海域，屬深海魚類，棲息深度300-5300公尺，雌魚體長可達6.2公分。